# 閔泳玖
閔 泳玖（ミン・ヨング、민영구）は日本統治時代の朝鮮の独立運動家、大韓民国の軍人。本貫は驪興閔氏。

## 経歴
1909年7月21日、ソウル鍾路に父の閔済鎬と母の申淑英との間に長男として生まれる。先祖は文科に及第し、政権の要職を務めたが、閔済鎬は伝統学問を学ぶのではなく、アメリカ人宣教師のアンダーウッドが設立した儆新学校と官立漢城英語学校で近代教育を修学した。これは士大夫家の婦人で進明女学校の家事教師として勤務した経験のある母（閔泳玖の祖母）の李憲卿の影響と考えられた。伝統ある名家であったが、新式教育を通じて近代的思考を持った祖母と父がいた点、児名がモーゼだった点から、閔泳玖は裕福で開化的な環境で成長したと推測される。
1910年8月、日本の植民地支配を受けると、閔済鎬は兄弟と共に爵位を拒否し、教育・文化事業に尽力したが、同年冬に独立運動のため中国北京に亡命した。閔済鎬は、1911年に上海で申圭植や朴殷植などと交流して同済社に加入して活動を広げた。閔泳玖は三・一運動後に祖母と母、弟の閔泳琬と共に上海に渡った。
上海に到着すると、閔泳玖は仁成学校に入学。1923年7月、仁成学校卒業。中国人学校の遠東中学校を経て、1926年7月15日、上海の民間商船会社である和豊公司に練習生として就職し、公司所属の春和輪で練習生生活を始めた。春和輪は上海を中心に就航していた1,765トン級汽船であり、閔泳玖は乗務員として上海一帯を行き来し、物資輸送を担当した。
商船会社を辞めて尚賢堂商業専科学校に入学するが、経済的理由で学業を続けることができなかった。国立武昌中山大学経済学科に入学して1学期を修了した後、南京の第四中山大学商学院に無試験で進学することを模索した。そのために直接大学に書簡と自己紹介書を送り、南京で唯一の韓国人団体である留寧韓人革命同志会を通じて公文を発送した。しかし武昌中山大学が厳格な審査を通じて学生を募集したか分からない点、大学在学期間が短い点、入学しても授業についていくのが難しい点から、大学側から進学を拒否された。
上海に戻った閔泳玖は大学進学を諦めて商船士官になることにし、1927年9月に上海萬国航海学校航海科に入学した。理論教育2年、乗船実習1年の教育課程であった。自身が練習生として勤務していた和豊公司で乗船実習することになり、1928年12月20日から6か月間春和輪で3等航海士代理として勤務し、1929年5月10日から同会社の時和輪で2等航海士代理として勤務して乗船実習を無事に終えた。
1929年7月、航海学校を卒業すると、和豊公司に入り、同年11月10日から1,765トンの中和輪の2等航海士代理として勤務した。1930年8月に正式な士官として入社し、9月1日から1933年8月9日まで春和輪の2等航海士として勤務。8月9日から9月21日まで中和輪で1等航海士を務めた。再び春和輪に戻り、1934年12月31日まで勤務した。士官として勤務する一方で、1933年7月6日に中華民国交通部国際電信局が発行する船舶無線2等報務員資格証、1934年1月19日に中華民国交通部が発行する乙種航海士免許を取得した。
1934年12月31日から1935年1月11日まで華商輪公司の海華輪、1935年1月28日から1936年1月20日まで和豊公司の通和輪、1936年2月27日から10月12日まで民新公司の華平輪、1936年10月12日から1940年6月12日まで民新公司の長泰輪で1等航海士として勤務した。
商船士官として活動しながら、大韓民国臨時政府とも連携しており、臨時政府で開催される各種行事に出席した。これは叔父の閔弼鎬が上海と杭州の電報局に勤務し、1934年からは南京交通部の職員として働き、書信による連絡を取ることができたためである。
1939年2月に結成された韓国光復陣線青年工作隊に妻の李国英や義兄弟の李充章、李充哲と共に参加し、演劇部で活躍した。
日中戦争が勃発して南京が陥落すると、日本の軍艦が中国大陸に深く入ることを阻止する揚子江封鎖作戦が行われた。砂利と砂を積んで馬当砲台前に沈めることで日本軍艦が揚子江に侵入することを防ぐもので、中国国営会社の上海招商局と民間商船会社の商船18隻が動員され、当時長泰輪で勤務していた閔泳玖もこの作戦に参加した。この他にも漢口と南京間の航路を就航しながら、国民革命軍の軍需品と将兵の輸送に参加した経験があった。
1940年1月19日、中華民国交通部乙種船長免許を取得し、同年6月13日から長泰輪の船長として活動した。
1940年10月、光復軍が創設されると、総司令部主計将校、西安総司令部暫定部署経済組組員を歴任。韓国青年戦地工作隊が編入されるなど韓国人青年の参加で組織と兵力が拡大・発展すると、総司令部総務処に勤務した。光復軍の機関誌である『光復』に「シンガポール軍港の解剖」「日本海軍はどこに侵攻するのか」「民主政体と極権政体」を翻訳して掲載した。
1942年12月24日、臨時政府財務部員。
1943年3月30日、臨時政府財務部主計科長。
1944年6月1日、臨時政府財務部生計科長。
1944年6月12日、臨時政府内務部警務科員。同年7月4日に開催された国務会議で国務委員會秘書処書記に選任。
1944年10月、光復軍総司令部参謀処第2科員。
第2次世界大戦終戦後はすぐに帰国せず中国で活動した。1945年11月1日、臨時政府は中国内の韓僑の生命と財産を保護するための駐華代表団を設置した。駐華代表団は臨時政府を継承し、中国内の同胞保護と韓籍士兵処理問題を扱う公式機構として大使館と同じ役割を果たした。駐華代表団は中央部署と傘下機構で構成され、中央部署は団長と代表傘下に秘書処、教務処、軍務処、総務処が置かれ、傘下機構には華北、華中、華南韓僑宣撫団と光復軍総司令部が置かれた。団長は朴賛翊、代表は閔弼鎬と李青天が任命され、閔泳玖も代表団に参加した。
最初は臨時政府要員の帰国を助け、後に臨時政府関連の残務処理、臨時政府所有の建物と土地の処理、重慶居住韓国人と臨時政府職員、家族の帰国業務、重慶居住韓国人の生活費調達業務、光復軍帰国関連業務、韓僑宣撫団関連業務などを推進した。1945年11月から閔弼鎬と共に韓国人の帰国業務に尽力した。中国の様々な機関に韓国人に関連する問題を処理するための協力を求め、受け入れられた韓国人の食糧と生活問題を解決するために努力し、船舶委員会に要請して汽船を通じて韓国人の帰国を助けた。この活動は1946年7月まで続いた。このような活動の中で秘書主任の金恩中と共にベトナム皇帝のバオ・ダイを歓迎する宴会に出席したこともあった。
1946年7月、重慶で任務を完了すると、金恩中と共に家族や代表団職員を率いて南京に向かった。南京では駐華代表団が整備され、華北、華中、華南の各宣撫団が廃止され、東北総弁事処に改編された。処長は華北宣撫団団長を務めた李光が任命され、閔泳玖は総務に選任された。組織改編と共に韓国独立党中国総支部が結成され、総務と南京区党部委員長代理となった。
1948年、中国国民党が中国共産党に敗れ、同胞の帰国もほとんど終えると、帰国の準備に入った。同年5月初め、閔泳玖は駐華代表団職員とその家族26名を連れて集結地である天津に移動した。そして5月6日に米国船舶のKBMQ-10号に乗り、5月9日に仁川港に到着した。
1948年11月4日、海軍将校特教隊第3次に入隊。
1949年2月1日、海軍少領に特別任官（軍番80444番）して仁川警備府司令官。
1949年12月24日、釜山警備府司令官。
1950年、朝鮮戦争が勃発すると、海軍本部港務官として国連軍の軍需物資や兵力輸送の責任を負い、この功労からブロンズスターメダルを受章。
1951年9月26日、海軍本部艦政局長（中領）。
1951年12月23日、西海戦隊司令官。
1952年5月5日、海軍本部艦政局長。
1953年2月21日、駐アメリカ韓国大使館付海軍武官（大領）。
1956年、海軍本部作戦参謀副長。金冠五将軍と共に李鍾賛の陸軍士官学校入学を支援した。
1959年4月1日、海軍士官学校校長。
1960年7月17日、少将で予備役編入。
1970年代初めに一宇海運で顧問役を務めていた。
1963年、建国勲章独立章を受章。
1976年2月10日、永南化学顧問で在職中に大動脈動脈瘤により死亡。